# Microserica marginipennis
Microserica marginipennis är en skalbaggsart som beskrevs av Moser 1917. Microserica marginipennis ingår i släktet Microserica och familjen Melolonthidae. Inga underarter finns listade i Catalogue of Life.